# 오토나리 겐지
오토나리 겐지(일본어: 大隣 憲司, 1984년 11월 19일 ~ )는 일본의 전 프로 야구 선수이며, 야구 지도자이다. 현재 지바 롯데 마린스의 2군 투수 코치이다.

## 인물

### 프로 입단 전
2000년부터 개설된 스포츠 클래스 제1기생으로서 교토가쿠엔 고등학교에 입학해 1학년 때부터 벤치에 들어갔고 2002년(3학년) 춘계 긴키 대회에서의 결승전에서 끝내기 승리를 거둬 모교에 첫 우승을 기여했다. 하계 고시엔 대회(제84회 전국 고등학교 야구 선수권 대회)에서는 교토 대회 준준결승에서 미네야마 고등학교한테 패했다. 이듬해 2003년에는 추천 입학으로 긴키 대학에 진학하여 두각을 나타냈고 2005년 전일본 대학 선수권에서 1경기 19개의 탈삼진이라는 대회 기록을 수립했을 뿐만 아니라 결승까지의 전체 4경기를 무자책점(2실점)으로 호투하는 등 팀의 준우승을 이끌어 세간의 주목을 받았다. 2006년에도 같은 대회에서 팀을 4강에 진출하는 기여를 하면서 팀의 중심 투수로 성장했다.
동갑 내기이자 같은 좌완 투수인 리쓰메이칸 대학의 가네토 노리히토와는 라이벌 관계를 맺어 몇 차례나 경쟁을 펼쳤는데 가네토와 투수선을 펼친 9월 30일의 리쓰메이칸 대학과의 경기(오지야마 구장)에서 노히트 노런을 달성했다. 간사이 학생 리그 통산 41경기에 등판해 22승 11패, 평균 자책점 1.14, 284개의 탈삼진을 기록했다.
2006년의 대학생·사회인 드래프트에 있어서는 최대의 관심사로 여겨지면서 한때는 히로시마 도요 카프 이외의 11개 구단이 오토나리의 영입에 나설 정도의 치열한 영입 경쟁을 펼친 끝에 희망 입단 범위로 후쿠오카 소프트뱅크 호크스에 입단했다. 등번호는 한신 타이거스 시절의 에나쓰 유타카와 착용했던 28번으로 정해졌고 이것은 라이벌 관계였던 요미우리 자이언츠에 입단한 가네토도 똑같이 28번으로 배정되었다. 그리고 모교인 교토 상업고등학교에서 교토가쿠엔 고등학교로 바뀐 이후 최초의 프로 야구 선수가 되었다.

### 프로 입단 후

#### 2007년
시즌 개막을 앞두고 허리 통증으로 인해 2군에서의 생활이 계속되고 있었지만 팀의 성적 부진 등도 있어 6월 9일 교류전인 히로시마전에 첫 선발 등판해 첫 회야말로 선두 타자 소요기 에이신에게 홈런을 허용하는 등 2실점을 기록했지만 그 이후에는 회복되면서 경기 도중 마운드에서 내려와 그 직후에 팀이 역전했기 때문에 히로시마의 에이스 구로다 히로키를 상대로 첫 승리 투수가 되었다. 8월 12일에는 오사카 돔에서 첫 등판을 했지만 5이닝 4실점으로 프로 데뷔 후 처음으로 패전 투수가 되었다. 응원하기 위해 구장을 찾은 고교 시절의 동기들, 특히 같이 배터리를 짰던 동기들에게 첫 승리를 안겨 줄 수는 없었다. 그 후 연이은 부진으로 투구폼이 무너지는 등 결국 2승 4패라는 기대 이하의 성적을 남기며 시즌을 마쳤다.

#### 2008년
3월 25일, 개막 5경기째인 지바 롯데 마린스전에서 프로 데뷔 후 첫 완투승으로 시즌 첫 승리를 기록했다. 또 이 경기에서는 처음으로 두 자릿수 탈삼진(12개 탈삼진)으로 매이닝 탈삼진을 달성했는데 3월 중의 매이닝 탈삼진은 프로 야구 사상 최초의 기록이었다. 5월 29일의 요코하마 베이스타스전에서는 1사 2루 상황에서 선 첫 번째 타석에서 프로 데뷔 첫 홈런을 고바야시 후토시로부터 때려냈다. 전날에는 팀 동료이면서 같은 투수였던 릭 거톰슨도 솔로 홈런을 기록하고 있어 퍼시픽 리그의 투수에 의한 2경기 연속 홈런은 1969년 니시테쓰 라이온스 이나오 가즈히사, 이케나가 마사아키 이래 39년 만의 기록이었다.
2008년에는 순조롭게 승수를 쌓아 올리면서 팀내 최다인 11승을 기록했지만 시즌 종반에는 팔꿈치 통증으로 이탈하면서 시즌 종료 후에 왼쪽 팔꿈치 수술을 받았다.

#### 2009년
작년에 받았던 팔꿈치 수술의 영향으로 전력 이탈이 우려되는 와중에도 개막 준비에는 늦지 않았고 시즌 중반부터 후반에는 구원 투수로서 긴급 등판하는 등 시즌을 통해 선발 투수의 로테이션을 지켰지만 최종적으로는 8승에 끝났다.

#### 2010년
개막 이후부터 안정된 투구를 보이고 있었지만 타선의 지원을 받지 못하고 승리로 연결되는 경기는 적었다. 시간이 지날수록 침체에 빠지면서 자신도 컨디션이 무너졌고 1군과 2군을 오갈 정도의 극심한 부진을 겪었다. 최종적으로 회복의 기미를 보였지만 4승 9패라는 저조한 성적을 남겼다.

#### 2011년
춘계 스프링 캠프 도중인 2월 6일에 부친이 급성 심부전으로 사망했고 자신도 독감에 걸리는 등의 우여곡절을 겪으면서 시즌 개막은 2군에서 맞이했다. 5월에는 1군에 복귀하여 구원 투수로서 등판해 4경기에서 6.00의 평균자책점으로 뚜렷한 결과를 남기지 못한 채 등록이 말소되었지만 9월에는 선발로서 3연승을 기록했다. 시즌 종료 후에는 탤런트 아라시 유코와의 결혼을 발표했고 도미니카 공화국에서 열린 윈터 리그에 참가해 5경기에 선발로 등판하면서 0승 2패, 평균 자책점 3.52, WHIP 1.47의 성적을 남겼다.

#### 2012년
조정 부족으로 인해 개막전 엔트리에서 제외되었지만 호아시 가즈유키, 브래드 페니, 레니엘 핀토 등의 전력 이탈로 개막 직후 1군에 합류했고 시즌 첫 등판인 4월 12일에 9이닝 동안 11개의 탈삼진을 기록하는 등의 호투로 시즌 첫 완봉승을 장식했다. 매년 정신적 측면에서의 약함이 불안시 되는 경우도 있지만 부인의 권유로 정신적인 트레이닝을 실시했다. 그 효과도 있어 2012년에는 매우 안정된 피칭을 계속하는 등 7월 8일 홋카이도 닛폰햄 파이터스전에서의 승리를 시작으로 자신으로서는 처음으로 7연승을 기록했다. 시즌 종반에는 패전이 계속되었지만 최종적으로 개인 최다인 12승을 올리는 것과 평균 자책점도 개인 최고 성적인 2.03을 남겼다. 그리고 팀내 타이 기록이자 리그 1위에 해당되는 6차례의 완투와 3차례의 완봉을 달성했다.
10월 15일에는 클라이맥스 시리즈 퍼스트 스테이지인 3차전에 선발 등판하여 5이닝 동안 4개의 피안타와 1실점을 호투하면서 클라이맥스 시리즈 첫 승리를 거뒀고 팀 파이널 스테이지 진출에도 기여했다. 시즌 종료 후 쿠바와의 친선 경기(사무라이 재팬 매치 2012)에서는 선발을 맡아 쿠바 타선을 2이닝 무실점으로 막았고 월드 베이스볼 클래식 일본 국가대표팀 후보 명단에도 올랐다. 계약 갱신에서는 3,300만 엔이 상승된 6,300만 엔으로 서명했다.

## 상세 정보

### 출신 학교
- 교토가쿠엔 고등학교
- 긴키 대학

### 선수 경력
프로팀 경력
- 후쿠오카 소프트뱅크 호크스(2007년 ~ 2017년)
- 지바 롯데 마린스(2018년)

국가 대표 경력
- 2013년 월드 베이스볼 클래식 일본 국가대표팀

### 지도자 경력
- 지바 롯데 마린스 2군 투수 코치(2019년 ~ )

### 수상·타이틀 경력
- 월간 MVP : 1회(2012년 7월)

### 개인 기록

#### 투수 기록
- 첫 등판·첫 선발·첫 승리 : 2007년 6월 9일, 대 히로시마 도요 카프 4차전(히로시마 시민 구장), 7이닝 3실점
- 첫 탈삼진 : 상동, 1회말에 구리하라 겐타로부터
- 첫 완투 승리·매이닝 탈삼진 : 2008년 3월 25일, 대 지바 롯데 마린스 2차전(후쿠오카 Yahoo! JAPAN 돔), 9이닝 12탈삼진 1실점
- 첫 완봉 승리 : 2008년 4월 2일, 대 홋카이도 닛폰햄 파이터스 2차전(기타큐슈 시민 구장)

#### 타격 기록
- 첫 타석·첫 안타 : 2007년 6월 9일, 대 히로시마 도요 카프 4차전(히로시마 시민 구장), 2회초에 구로다 히로키로부터 좌전 안타
- 첫 홈런·첫 타점 : 2008년 5월 29일, 대 요코하마 베이스타스 2차전(기타큐슈 시민 구장), 2회초에 고바야시 후토시로부터 좌월 2점 홈런

#### 기타
- 올스타전 출장 : 1회(2012년)

### 등번호
- 28(2007년 ~ 2017년)
- 55(2018년)
- 78(2019년 ~ )

### 연도별 투수 성적
| 연 도      | 소 속      | 등 판 | 선 발 | 완 투 | 완 봉 | 무 4 구 | 승 리 | 패 전 | 세 이 브 | 홀 드 | 승 률 | 타 자 | 이 닝 | 피 안 타 | 피 홈 런 | 볼 넷 | 고 4 | 몸 맞 | 탈 삼 진 | 폭 투 | 보 크 | 실 점 | 자 책 점 | 평 자 책 | W H I P |
| ---------- | ---------- | ----- | ----- | ----- | ----- | ------- | ----- | ----- | -------- | ----- | ----- | ----- | ----- | -------- | -------- | ----- | ---- | ----- | -------- | ----- | ----- | ----- | -------- | -------- | ------- |
| 2007년     | 소프트뱅크 | 8     | 8     | 0     | 0     | 0       | 2     | 4     | 0        | 0     | .333  | 196   | 43.2  | 43       | 7        | 24    | 0    | 2     | 33       | 3     | 0     | 30    | 29       | 5.98     | 1.53    |
| 2008년     | 소프트뱅크 | 22    | 21    | 6     | 2     | 2       | 11    | 8     | 0        | 0     | .579  | 621   | 155.2 | 122      | 16       | 39    | 0    | 5     | 138      | 1     | 0     | 58    | 54       | 3.12     | 1.03    |
| 2009년     | 소프트뱅크 | 26    | 21    | 0     | 0     | 0       | 8     | 10    | 0        | 0     | .444  | 565   | 129.1 | 144      | 19       | 41    | 0    | 5     | 107      | 2     | 0     | 73    | 66       | 4.59     | 1.43    |
| 2010년     | 소프트뱅크 | 20    | 19    | 0     | 0     | 0       | 4     | 9     | 0        | 0     | .308  | 482   | 110.2 | 116      | 12       | 43    | 0    | 1     | 91       | 4     | 1     | 57    | 53       | 4.31     | 1.44    |
| 2011년     | 소프트뱅크 | 9     | 4     | 0     | 0     | 0       | 3     | 0     | 0        | 0     | 1.000 | 133   | 34.2  | 22       | 2        | 4     | 0    | 3     | 33       | 1     | 0     | 9     | 9        | 2.34     | 0.75    |
| 2012년     | 소프트뱅크 | 25    | 25    | 6     | 3     | 1       | 12    | 8     | 0        | 0     | .600  | 705   | 177.1 | 147      | 9        | 46    | 0    | 4     | 134      | 4     | 0     | 45    | 40       | 2.03     | 1.09    |
| 2013년     | 소프트뱅크 | 7     | 7     | 0     | 0     | 0       | 3     | 3     | 0        | 0     | .500  | 179   | 42.2  | 42       | 3        | 10    | 0    | 1     | 29       | 0     | 0     | 19    | 16       | 3.38     | 1.22    |
| 2014년     | 소프트뱅크 | 9     | 8     | 1     | 1     | 0       | 3     | 1     | 0        | 0     | .750  | 204   | 55    | 34       | 2        | 14    | 0    | 2     | 45       | 0     | 0     | 11    | 10       | 1.64     | 0.87    |
| 2015년     | 11         | 11    | 3     | 2     | 1     | 5       | 4     | 0     | 0        | .556  | 300   | 74.1  | 62    | 9        | 15       | 0     | 6    | 35    | 1        | 0     | 25    | 21    | 2.54     | 1.04     |         |
| 2016년     | 1          | 1     | 0     | 0     | 0     | 1       | 0     | 0     | 0        | 1.000 | 25    | 6.0   | 4     | 0        | 2        | 0     | 2    | 4     | 0        | 0     | 1     | 1     | 1.50     | 1.00     |         |
| 2017년     | 1          | 1     | 0     | 0     | 0     | 0       | 1     | 0     | 0        | .000  | 20    | 3.2   | 9     | 3        | 1        | 0     | 0    | 1     | 0        | 0     | 6     | 6     | 14.73    | 2.73     |         |
| 2018년     | 롯데       | 2     | 2     | 0     | 0     | 0       | 0     | 2     | 0        | 0     | .000  | 14    | 1.2   | 8        | 2        | 0     | 0    | 0     | 0        | 0     | 0     | 8     | 7        | 37.80    | 4.80    |
| 통산：12년 | 통산：12년 | 141   | 128   | 16    | 8     | 4       | 52    | 50    | 0        | 0     | .510  | 3444  | 834.2 | 753      | 84       | 239   | 0    | 31    | 650      | 16    | 1     | 342   | 312      | 3.36     | 1.19    |

- 2018년 기준, 굵은 글씨는 시즌 최고 성적.